# Tormenta tropical Amelia (1978)
La tormenta tropical Amelia fue una débil tormenta tropical que trajo fuertes lluvias y daños a Texas en julio, siendo parte de la Temporada de huracanes del Atlántico de 1978

## Historia meteorológica

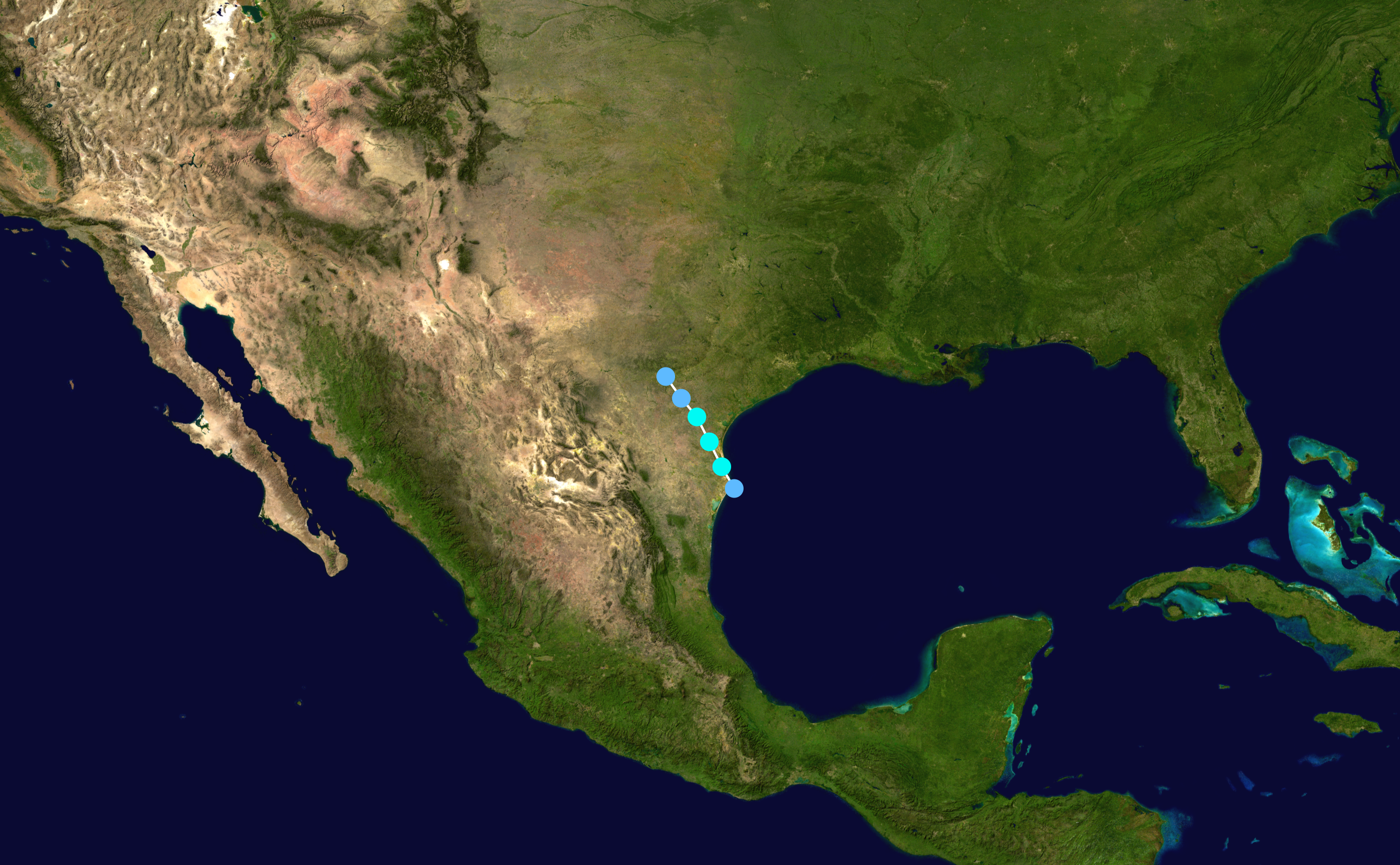
Trayecto de la tormenta.

Una oleada tropical salió de las costas de África el 19 de julio. Se movió rápidamente a través del desfavorable Atlántico, y se mantuvo como una marejada convectiva hasta que alcanzó el oeste del mar Caribe el 28. El sistema desarrolló una apariencia curva para el 29, y el 30, tomó características de banda alrededor del área central de convección. Basados en una nave de reconocimiento, fue designada depresión tropical el 30 de julio justo antes de llegar a la costa entre Texas y México.
La depresión se organizó rápidamente, convirtiéndose en tormenta tropical después de tocar tierra en Corpus Christi, Texas en la tarde del 30 de julio.